# هندسة زائدية

خطوط من خلال نقطة معينة P ومقارب إلى خط R

مثلث مدمج في سطح مكافئ زائدي يشبه السرج (مثلث زائدي).

 الهندسة الزائدية  أو  الهندسة القطعية الزائدية  (والتي تسمى أيضًا  هندسة لوباتشيفسكي أو هندسة بولياي - لوباتشيفسكي) هي هندسة لاإقليدية، تقابل مسلمة التوازي في الهندسة الإقليدية. ففي مسلمة التوازي في الهندسة الإقليدية، في أي مستوى ثنائي الأبعاد، من أي نقطة خارج مستقيم ما، يمر مستقيم وحيد بتلك النقطة ولا يقطع المستقيم الأول (أي يوازي المستقيم المذكور). أما في الهندسة الزائدية، فهناك ما لا يقل عن خطين آخرين يمران بتلك النقطة خارج المستقيم ولا تقطعانه، وبالتالي فإن مسلمة التوازي في هذه الحالة يمكن تطبيقها. هناك نماذج تم إنشاؤها ضمن الهندسة الإقليدية، تتفق مع مسلمات الهندسة الزائدية، مما يثبت أن مسلمة التوازي تختلف عن غيرها من مسلمات إقليدس. خاصية مميزة للهندسة الزائدية هو أن زوايا المثلث في الهندسة الزائدية يمكن أن تكون أقل من 180°.